# Elqui
Elqui é uma província do Chile localizada na região de Coquimbo. Possui uma área de 16.895,1 km² e uma população de 521.798 habitantes. Sua capital é a cidade de Coquimbo. 

## Comunas
A província está dividida em 6 comunas:  
- Andacollo
- Coquimbo
- La Higuera
- La Serena
- Paiguano
- Vicuña